# Klakegga
Die Klakegga (norwegisch für Gefrorener-Boden-Grat; russisch Хребет Вишневского Chrebet Wischnewskowo) ist ein bis zu 2242 m hoher Gebirgskamm im ostantarktischen Königin-Maud-Land. Im Gebirge Sør Rondane bildet er den östlichen Ausläufer der Bergersenfjella.
Wissenschaftler des Norwegischen Polarinstituts benannten ihn 1988. Der Namensgeber der russischen Benennung ist nicht überliefert.